# آلیسا دهان
آلیسا دهان (انگلیسی: Allyssa DeHaan؛ زادهٔ ۲۱ ژوئن ۱۹۸۸) بازیکن بسکتبال اهل ایالات متحده آمریکا است.